# Ermengarda d'Angiò
Ermengarda (Angiò, 1068 circa – forse Gerusalemme, 1º giugno 1146) discendente della dinastia di conti d'Angiò, fu prima duchessa consorte d'Aquitania, dal 1089 al 1090, e poi, duchessa consorte di Bretagna, dal 1093 al 1112, di cui tenne la reggenza dal 1096 al 1101. Ermengarda fu anche una delle patrone dell'Abbazia di Fontevrault consacrata proprio in quegli anni.

## Origine
Come conferma l'arcivescovo, Guglielmo, della città di Tiro, nell'odierno Libano, nel suo Historia rerum in partibus transmarinis gestarum e anche secondo la Chronica Albrici Monachi Trium Fontium (non la nomina ma la cita come contessa di Rennes), era figlia del Conte di Angiò e conte di Tours, Folco IV il Rissoso e, come ci conferma la Chronica de Gesta Consulum Andegavorum, Chroniques d'Anjou, dalla sua prima moglie Hildegarde di Beaugency ( † 1070), figlia del signore di Beaugency, Lancillotto II, uno dei più fedeli vassalli di suo zio, Goffredo II "Martello".
Folco IV d'Angiò, detto il Rissoso era il figlio maschio secondogenito del Conte di Gâtinais e signore di Château-Landon, Goffredo II e di sua moglie (il matrimonio viene confermato dalla Ex Historiæ Andegavensis Fragmento scritta dal loro figlio, Folco IV "il Rissoso"), Ermengarda detta Bianca d'Angiò, figlia del conte d'Angiò, Folco III Nerra o "il Nero" e di Ildegarda, di cui non si conosce gli ascendenti, ma sicuramente originaria della Lotaringia; Ermengarda fu anche sorella del conte d'Angiò, Goffredo II "Martello" e madre, oltre che di Folco, anche del conte d'Angiò, Goffredo III il Barbuto.

## Biografia
Ermengarda era nata attorno al 1068 e poco dopo rimase orfana di madre, poiché Hildegarde di Beaugency morì attorno al 1070. L'educazione di Ermengarda fu piuttosto tradizionale e le venne anche insegnata la pietà religiosa e ad interessarsi alle questioni religiose specie quelle che riguardano le diatribe sull'appropriazione delle proprietà laiche da parte della chiesa.

### I due matrimoni
Ermengarda pare fosse anche piuttosto bella e nel 1089, come conferma Guglielmo di Tiro, sposò, in prime nozze, il duca di Aquitania e Guascogna e conte di Poitiers, Guglielmo IX detto il Trovatore, che, secondo il Chronicon sancti Maxentii Pictavensis, Chroniques des Eglises d'Anjou, era il figlio primogenito del duca di Aquitania, duca di Guascogna e conte di Poitiers, Guglielmo VIII o Guido Goffredo e della sua terza moglie, Hildegarda di Borgogna (1050-1104), figlia del duca di Borgogna Roberto I(1011-1076) e di Ermengarda detta Bianca d'Angiò, figlia di Folco III Nerra, e di Ildegarda di Lotaringia.
L'unione si dimostrò desolantemente fallimentare. Guglielmo, cosa niente affatto inusuale per l'epoca, non riteneva che il matrimonio dovesse esimerlo dal corteggiare altre donne, tuttavia sembrava che la moglie fosse tutt'altro che disposta a sopportarlo. Ermengarda prese l'abitudine di ritirarsi, insieme al proprio cattivo umore, in un chiostro dopo ogni discussione lasciando fuori tutto il resto del mondo per poi riapparire a corte qualche tempo dopo come se nulla fosse accaduto.
Questo comportamento, insieme al fatto che i due non riuscivano ad avere figli, indusse Guglielmo a ripudiarla verso il 1090, come ci informa Guglielmo di Tiro (spreta et contra matrimonii leges abiecta), e nel 1091 Ermengarda dovette tornare nella casa paterna.
Secondo alcuni storici gli sbalzi d'umore di cui soffriva potrebbero essere ricondotti ad una qualche forma di Schizofrenia o di Disturbo bipolare.
Nel 1093, probabilmente allo scopo di assicurarsi un'alleanza contro la Normandia all'epoca in mano a Roberto II di Normandia, figlio di Guglielmo I d'Inghilterra, suo padre la rimaritò con Alano IV di Bretagna, come ci viene confermato, sia dalla Ex Chronico Briocensi, che da Orderico Vitale, nel volume II della Histoire de Normandie, che da Guglielmo di Tiro, ed ancora dalla Chronica Albrici Monachi Trium Fontium, che la cita come contessa di Rennes (comitissam Redonensem) e anche dalla Chronica de Gesta Consulum Andegavorum, Chroniques d'Anjou, che la cita come contessa di Bretagna (comitissa Brittaniæ).
Questo matrimonio, sempre secondo Guglielmo di Tiro, ebbe un esito felice, portato avanti da Ermengarda con amore e fedeltà.
Nel 1096, Ermengarda viene citata nel documento n° XCIII del Cartulaire noir de la cathédrale d angers, che controfirmò assieme ai fratellastri, Goffredo IV Martello e Folco il Giovane, inerente ad una donazione fatta dal padre, Folco IV, alla cattedrale d'Angers.
Sempre nel 1096, il marito, Alano partì per la Palestina per prendere parte alla Prima crociata, al seguito del duca di Normandia, Roberto II, come sostiene Orderico Vitale nel volume III della Histoire de Normandie (Guglielmo di Tiro conferma la presenza di Alano a Costantinopoli al seguito di Roberto II di Normandia) ed Ermengarda agì da reggente fino al suo ritorno nel 1101. Ella passò poco tempo a Rennes e nella Bretagna occidentale preferendo Nantes e Saumur, in quel periodo ella approvò anche l'estensione dell'Abbazia di Fontevrault (per altro consacrata in quegli anni) ritirandovisi per due volte. Ermengarda era anche un'estimatrice di Bernardo di Chiaravalle e per questo favorì il prosperare dell'Ordine cistercense.
Nel 1109, Ermengarda compare come consulente nel documento n° LXV del Cartulaire noir de la cathédrale d angers, inerente ad una donazione fatta dal padre, Folco IV, che si sentiva prossimo a morire, alla cattedrale d'Angers.
Dopo che era tornato dalla crociata Alano aveva ripreso il controllo della Bretagna, tuttavia non era un governante amato e nel 1112 fu costretto ad abdicare in favore del figlio, Conan III il Grosso, che aveva raggiunto la maggior età.
Dopo questo episodio Alano e Ermengarda si separarono ed entrambi si ritirarono in convento.

### Il ritiro
Nel 1116 Ermengarda viveva a Fontevrault dove si ritiene fosse riuscita a instaurare buoni rapporti con la seconda moglie di Guglielmo, Filippa di Tolosa, che era andata a vivere lì dopo che il marito aveva ufficializzato il proprio rapporto con l'amante, la Maubergeon, detta Dangerose de l'Isle Bouchard con la quale continuò a vivere pur senza mai sposarla.
Nel 1118, Ermengarda compare citata, assieme ai figli, Conan e Hawise o Agnese, nel documento n° 192 del Cartulaire générale du Morbihan, Tome I, inerente ad una donazione fatta all'abbazia di Sainte-Croix di Quimperlé .
Sempre nel 1118 Filippa morì ed Ermengarda tornò in Aquitania per chiedere al primo marito di restituirle il titolo di duchessa che riteneva le spettasse, Guglielmo rifiutò la sua richiesta e l'anno seguente ella tornò alla carica presentandosi al Concilio di Reims tenuto da Papa Callisto II. Secondo lo storico francese, Alfred Richard, fu Ermengarda e non la seconda moglie di Guglielmo, Filippa di Tolosa (come invece asserisce il monaco e cronista inglese, Orderico Vitale, che, nel suo Histoira Ecclesiastica riporta l'avvenimento, in modo un poco fantasioso, facendo dichiarare a Filippa, citata col nome di Hildegarda, di fronte a papa Callisto II, durante il concilio di Reims del 1119 di essere stata abbandonata dal marito a causa della moglie del visconte di Châtellerault (Malbergionem, vicecomitis de castello Airaldi, conjugem)), che si presentò al concilio di Reims). In quella sede Ermengarda chiese che il pontefice scomunicasse Guglielmo, scacciasse l'amante dal territorio ducale ridando a lei il titolo di legittima duchessa d'Aquitania.
Nemmeno il papa le fu d'aiuto ed Ermengarda non vinse mai la battaglia contro l'ex marito.
In un anno imprecisato Ermengarda partì per la Palestina da cui tornò circa dieci anni più tardi, alcuni storici ritengono che ella vi abbia poi fatto ritorno morendo a Gerusalemme nel convento di Sant'Anna, come ci informa la Chronica de Gesta Consulum Andegavorum, Chroniques d'Anjou. Tuttavia le liste mortuarie della Cattedrale di Angers riportano che Ermengarda sia morta lì il 1º giugno 1146, mentre il Monasterii S. Salvatoris Rotonensis Annales, VII Sepulturæ Insigniores riporta che fu sepolta a Redon, che è anche il posto dove venne sepolto il secondo marito Alano, che era morto nel lontano 1119. La contraddizione esistente fra i due posti in cui si ritiene sia morta e sepolta potrebbe spiegarsi con il fatto che Ermengarda sia davvero spirata a Gerusalemme, ma che in seguito venne traslata a Redon.

## Figli
Ermengarda a Guglielmo IX non diede figli.
Ermengarda ad Alano IV diede tre figli:
- Conan III il Grosso[1][11] (ca. 1095–17 settembre 1148) – duca di Bretagna, conte di Rennes e conte di Nantes, che sposò Matilde FitzRoy, figlia illegittima di Enrico I d'Inghilterra
- Hawise o Agnese[11] ( † dopo il 1118[18]), che sposò Baldovino VII di Fiandra
- Goffredo le Roux o Geoffroy di Bretagna ( † 1116), che secondo il Ex Chronico Ruyensis Cœnobii, morì ancora fanciullo a Gerusalemme[26].

## Ascendenza
|                                 |   |                             | Genitori           |  |  | Nonni |  |  | Bisnonni                         |  |  | Trisnonni |  |
|                                 |   |                             |                    |  |  |       |  |  | Ugo di Perche, Conte di Gâtinais |  |  | …         |  |
|                                 |   |                             |                    |  |  |       |  |  | Ugo di Perche, Conte di Gâtinais |  |  | …         |  |
|                                 |   | …                           |                    |  |  |       |  |  | Ugo di Perche, Conte di Gâtinais |  |  |           |  |
| Goffredo II di Gâtinais         |   |                             |                    |  |  |       |  |  | Ugo di Perche, Conte di Gâtinais |  |  |           |  |
|                                 |   | Beatrice di Mâcon           | …                  |  |  |       |  |  |                                  |  |  |           |  |
|                                 |   | Beatrice di Mâcon           | …                  |  |  |       |  |  |                                  |  |  |           |  |
|                                 |   | Beatrice di Mâcon           | …                  |  |  |       |  |  |                                  |  |  |           |  |
| Folco IV d'Angiò                |   | Beatrice di Mâcon           |                    |  |  |       |  |  |                                  |  |  |           |  |
|                                 |   | Folco III Nerra o "il Nero" | Goffredo I d'Angiò |  |  |       |  |  |                                  |  |  |           |  |
|                                 |   | Folco III Nerra o "il Nero" | Goffredo I d'Angiò |  |  |       |  |  |                                  |  |  |           |  |
|                                 |   | Folco III Nerra o "il Nero" | Adele di Troyes    |  |  |       |  |  |                                  |  |  |           |  |
| Ermengarda detta Bianca d'Angiò |   | Folco III Nerra o "il Nero" |                    |  |  |       |  |  |                                  |  |  |           |  |
|                                 |   | Ildegarda di Sundgau        | …                  |  |  |       |  |  |                                  |  |  |           |  |
|                                 |   | Ildegarda di Sundgau        | …                  |  |  |       |  |  |                                  |  |  |           |  |
|                                 |   | Ildegarda di Sundgau        | …                  |  |  |       |  |  |                                  |  |  |           |  |
| Ermengarda d'Angiò              |   | Ildegarda di Sundgau        |                    |  |  |       |  |  |                                  |  |  |           |  |
|                                 | … | …                           |                    |  |  |       |  |  |                                  |  |  |           |  |
|                                 | … | …                           |                    |  |  |       |  |  |                                  |  |  |           |  |
|                                 | … | …                           |                    |  |  |       |  |  |                                  |  |  |           |  |
| Lancellino II di Baugency       | … |                             |                    |  |  |       |  |  |                                  |  |  |           |  |
|                                 |   | …                           | …                  |  |  |       |  |  |                                  |  |  |           |  |
|                                 |   | …                           | …                  |  |  |       |  |  |                                  |  |  |           |  |
|                                 |   | …                           | …                  |  |  |       |  |  |                                  |  |  |           |  |
| Ildegarda di Baugency           |   | …                           |                    |  |  |       |  |  |                                  |  |  |           |  |
|                                 |   | …                           | …                  |  |  |       |  |  |                                  |  |  |           |  |
|                                 |   | …                           | …                  |  |  |       |  |  |                                  |  |  |           |  |
|                                 |   | …                           | …                  |  |  |       |  |  |                                  |  |  |           |  |
| …                               |   | …                           |                    |  |  |       |  |  |                                  |  |  |           |  |
|                                 |   | …                           | …                  |  |  |       |  |  |                                  |  |  |           |  |
|                                 |   | …                           | …                  |  |  |       |  |  |                                  |  |  |           |  |
|                                 |   | …                           | …                  |  |  |       |  |  |                                  |  |  |           |  |
|                                 |   | …                           |                    |  |  |       |  |  |                                  |  |  |           |  |

### Fonti primarie
- (LA)  Chroniques des Eglises d´Anjou.
- (LA)  Cartulaire noir de la cathédrale d angers.
- (LA)  Chronicon Santi Maxentii Pictavinis, Chroniques des Eglises d´Anjou.
- (LA)  Monumenta Germaniae Historica, Scriptores, tomus XXIII.
- (LA)  Historia Rerum in partibus transmarinis gestarum, liber XIV.
- (LA)  Chronica de Gesta Consulum Andegavorum, Chroniques d'Anjou.
- (LA)  Rerum Gallicarum et Francicarum Scriptires, tomus XII.
- (LA)  Historia Rerum in partibus transmarinis gestarum, liber II.
- (LA)  Cartulaire générale du Morbihan, Tome I.

### Letteratura storiografica
- Louis Alphen, La Francia nell'XI secolo, in «Storia del mondo medievale», vol. II, 1999, pp. 770–806
- Reto R. Bezzola, Guillaume IX et les origines de l'amour courtois, in «Romania», LXVI 1940, p. 145–237
- (FR)  J. Boutière -A.H. Schutz, Biographies des troubadours, Paris 1964
- (FR)  C. Chabaneau, Les biographies des troubadours en langue provençale, in Histoire générale du Languedoc, vol. X, Tolosa 1885, pp. 208–411. [riprod. anastatica Ginevra, 1974]
- (FR)  J. Chailley, Les premiers troubadours et les Versus de l'école d'Aquitaine, in «Romania», LXXVI 1955, pp. 212–39
- Ulrich Mölk, La lirica dei trovatori, Il Mulino, Bologna, 1986, ISBN 88-15-00963-9
- (DE)  Alfred Pillet - Henry Carstens, Bibliographie der Troubadours, Halle 1933 [riprod. anastatica New York, 1968]
- Pio Rajna, Guglielmo di Poitiers, trovatore bifronte, in Mélanges de linguistique et de littérature offerts à M. Alfred Jeanroy, Paris, Droz, 1928, pp. 349–360
- A. S. Turberville, Le eresie e l'Inquisizione nel medioevo: 1000-1035 ca., in «Storia del mondo medievale», vol. V, 1999, pp. 568–598
- (FR)  Alfred Richard, Les comtes de Poitou, tome I,.
- (FR) Histoire de Normandie, vol. II, su gallica.bnf.fr.
- (FR) Histoire de Normandie, vol. III, su gallica.bnf.fr.